# حصن رأس الحد
قلعه رأس حد (به عربی: حصن رأس الحد)

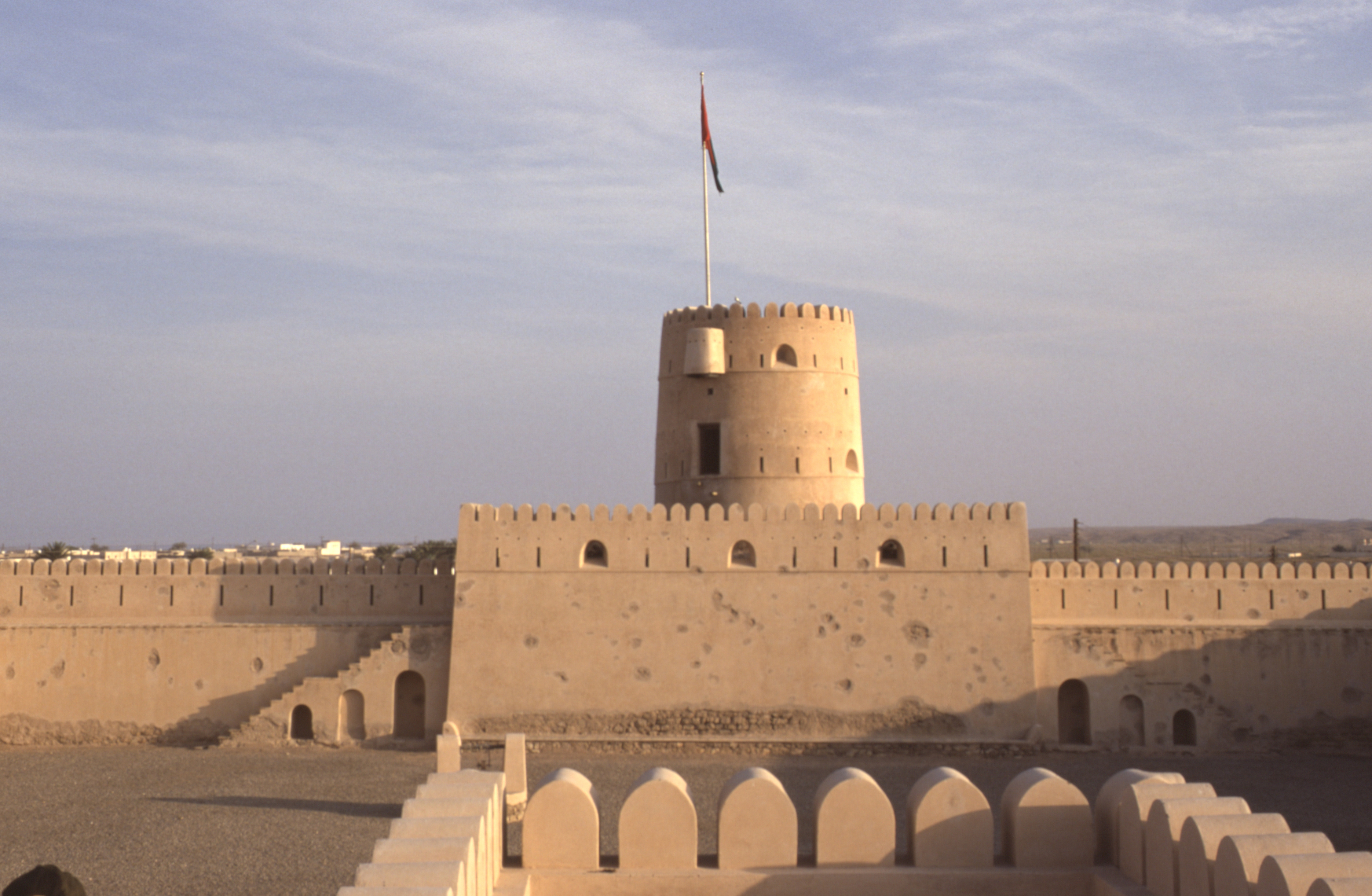
حصن رأس الحد

از قلعه‌های ساحلی کشور عمان است، و در روستای رأس الحد در منطقه شرقی قرار دارد، این قلعه در امتداد رمال آل وهیبه به عربی ( رمال اَلوَهیبة ) در کشور پادشاهی عمان واقع شده‌است، و از (نقاط دیدنی سلطنت عمان) به‌شمار می‌آید.
مصالح به کاررفته، سنگ‌های بزرگ و ملاط آن گِل و گچ و ساروج است.
درب ورودی قلعه از جنوب بوده‌است که دارای در بزرگ چوبی با گل میخ و کنده کاری بوده‌است. بعد از ورودی اصلی یک هشتی بزرگ وجود داشته که دارای هشت طاقچه ساده بوده. زمانی که انسان از هشتی وارد حیاط بیرونی می‌شده، در جبهه شمالی آن یک ردیف پلکان به طبقه دوم منتهی می‌شده‌است، و یک درب چوبی ساده، آن را به اندرونی وصل می‌کرده‌است. در سال ۱۹۹۵ میلادی قلعه به‌طور کلی بازسازی شده‌است.